# Stetten (Szafuza)
Stetten – miejscowość i gmina w północnej Szwajcarii, w kantonie Szafuza.   

## Demografia
W Stetten mieszka 1 428 osób. W 2021 roku 19,2% populacji gminy stanowiły osoby urodzone poza Szwajcarią. 

## Transport
Przez teren gminy przebiega droga główna nr 15.